# بروس بارث
بروس بارث (بالإنجليزية: Bruce Barth)‏ هو عازف جاز وعازف بيانو أمريكي، ولد في 7 سبتمبر 1958 في باسادينا في الولايات المتحدة.

## وصلات خارجية
- بروس بارث على موقع ميوزك برينز (الإنجليزية)
- بروس بارث على موقع أول ميوزيك (الإنجليزية)
- بروس بارث على موقع ديسكوغز (الإنجليزية)